# Escuta de ondas curtas

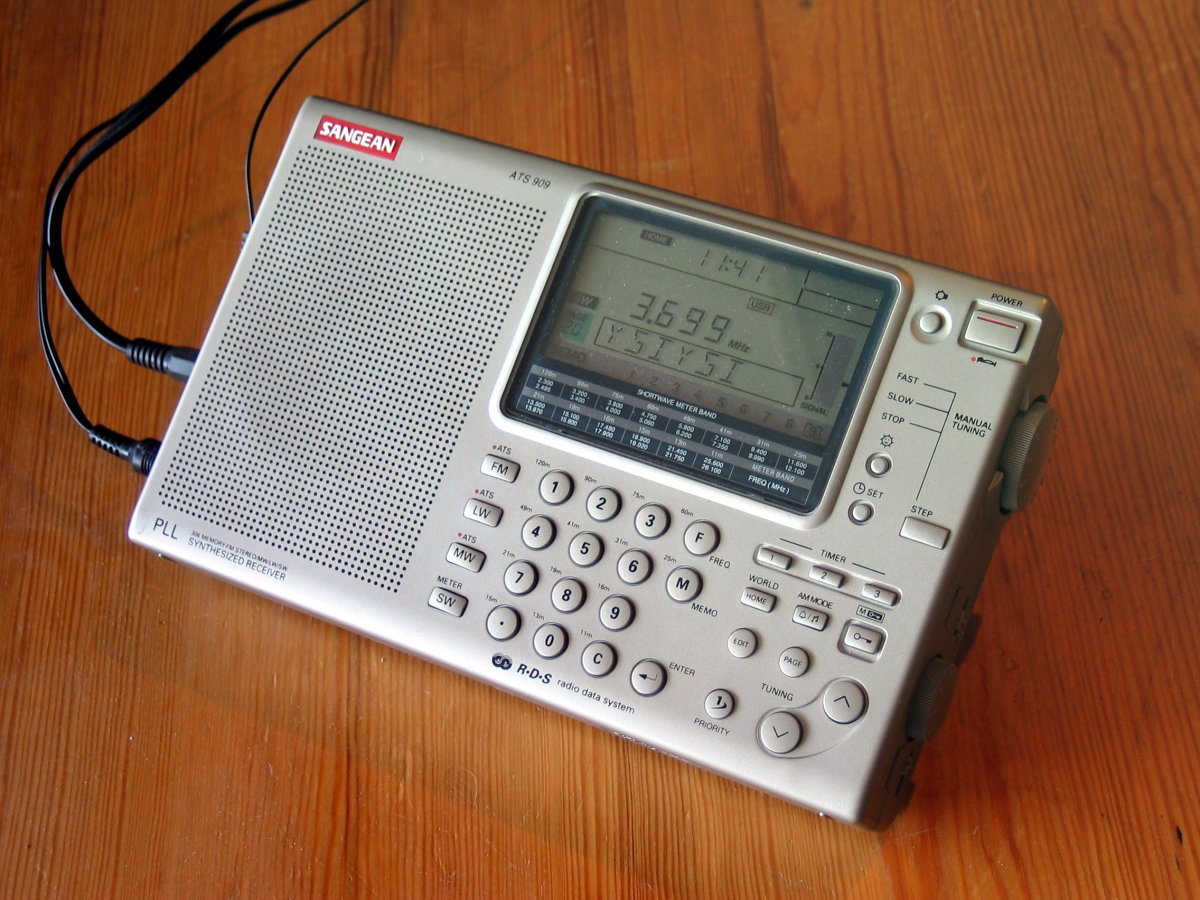
Um receptor de banda mundial Sangean ATS-909

A escuta de ondas curtas, ou SWLing (em inglês), é o passatempo de ouvir transmissões de rádio de ondas curtas localizadas em frequências entre 1700kHz e 30MHz (30 000 kHz). Os ouvintes variam desde ouvintes casuais que buscam notícias internacionais e programação de entretenimento até amadores imersos nos aspetos técnicos da receção de rádio de longa distância e envio e coleta de confirmações oficiais (cartões QSL) que documentam sua receção de transmissões remotas (DX). Em alguns países em desenvolvimento, a audição de ondas curtas permite que comunidades remotas obtenham programação regional tradicionalmente fornecida por emissoras locais de AM de onda média. Em 2002, o número de lares com capacidade para ouvir ondas curtas foi estimado em centenas de milhões.
A prática de ouvir rádio de longa distância começou na década de 1920, quando as primeiras emissoras de ondas curtas foram estabelecidas nos EUA e na Europa. O público descobriu que a programação internacional estava disponível nas bandas de ondas curtas de muitos receptores de rádio de consumo, e uma série de revistas e clubes de ouvintes voltados para essa prática surgiram como resultado. A audição de ondas curtas foi especialmente popular durante períodos de conflito internacional, como a Segunda Guerra Mundial, a Guerra da Coreia e a Guerra do Golfo Pérsico, e a BBC retomou a transmissão durante a invasão russa da Ucrânia em 2022.
Os ouvintes usam receptores portáteis de banda mundial baratos para acessar as bandas de ondas curtas, e alguns amadores avançados empregam receptores de comunicação de ondas curtas especializados com tecnologia digital, bem como processamento de sinal digital projetado para recepção ideal de sinais de ondas curtas, juntamente com antenas externas para melhorar o desempenho. Muitos amadores também optam por usar receptores de rádio definidos por software pelas suas vantagens em relação aos rádios tradicionais.
Com o advento da Internet, muitas emissoras internacionais reduziram ou encerraram as suas transmissões de ondas curtas em favor da distribuição de programas pela web, enquanto outras estão a migrar dos modos de transmissão analógicos tradicionais para os digitais, a fim de permitir uma entrega mais eficiente da programação de ondas curtas. O número de clubes organizados de escuta de ondas curtas diminuiu junto com revistas impressas dedicadas ao hobby; no entanto, muitos entusiastas continuam a trocar informações e notícias na web.

## História

"The Voice of China" transmitida em 1942.

A prática de ouvir estações distantes na banda de transmissão AM de ondas médias foi transferida para as bandas de ondas curtas. Frank Conrad, um dos pioneiros da transmissão em ondas médias na KDKA em Pittsburgh, instituiu algumas das primeiras transmissões em ondas curtas por volta de 1921. Estações afiliadas à General Electric e à Crosley surgiram logo depois.
As emissoras de ondas curtas dos Estados Unidos começaram a transmitir programas de rádio populares na tentativa de atrair públicos estrangeiros. Durante a década de 1930, novos receptores de ondas curtas apareceram no mercado, bem como revistas e clubes populares de ondas curtas. As estações de ondas curtas geralmente ofereciam cartões QSL exclusivos para DXers que enviavam relatórios de recepção.
Na Europa, transmissões de ondas curtas da Grã-Bretanha e da Holanda, como a PCJJ da Philips Radio, começaram por volta de 1927. Alemanha, Itália, União Soviética, Grã-Bretanha e muitos outros países logo seguiram o exemplo, e algumas emissoras clássicas de ondas curtas começaram. A BBC começou em ondas curtas como "BBC Empire Service" em 1932. As suas transmissões eram destinadas principalmente a falantes de inglês. A Rádio Moscovo transmitia em ondas curtas em inglês, francês, alemão, italiano e árabe em 1939. A Voz da América (ou VOA) começou a transmitir em 1942, após a entrada dos EUA na Segunda Guerra Mundial, usando o tema musical Yankee Doodle.
Embora os ouvintes de ondas curtas com mentalidade técnica tenham diminuído durante os anos de guerra, em parte devido às exigências do serviço militar, o número de ouvintes casuais que buscavam notícias de guerra em emissoras estrangeiras aumentou. Os fabricantes de receptores de ondas curtas contribuíram para a produção de guerra. A Zenith lançou a série de rádios multibanda Trans-Oceanic em 1942. Em alguns outros países, durante a guerra, ouvir estações estrangeiras era considerado crime. Fundada em 1939, a estação de ondas curtas de 35 quilowatts XGOY transmitiu programação voltada para o Japão, onde a audição é restrita. A estação foi frequentemente bombardeada pelos japoneses.

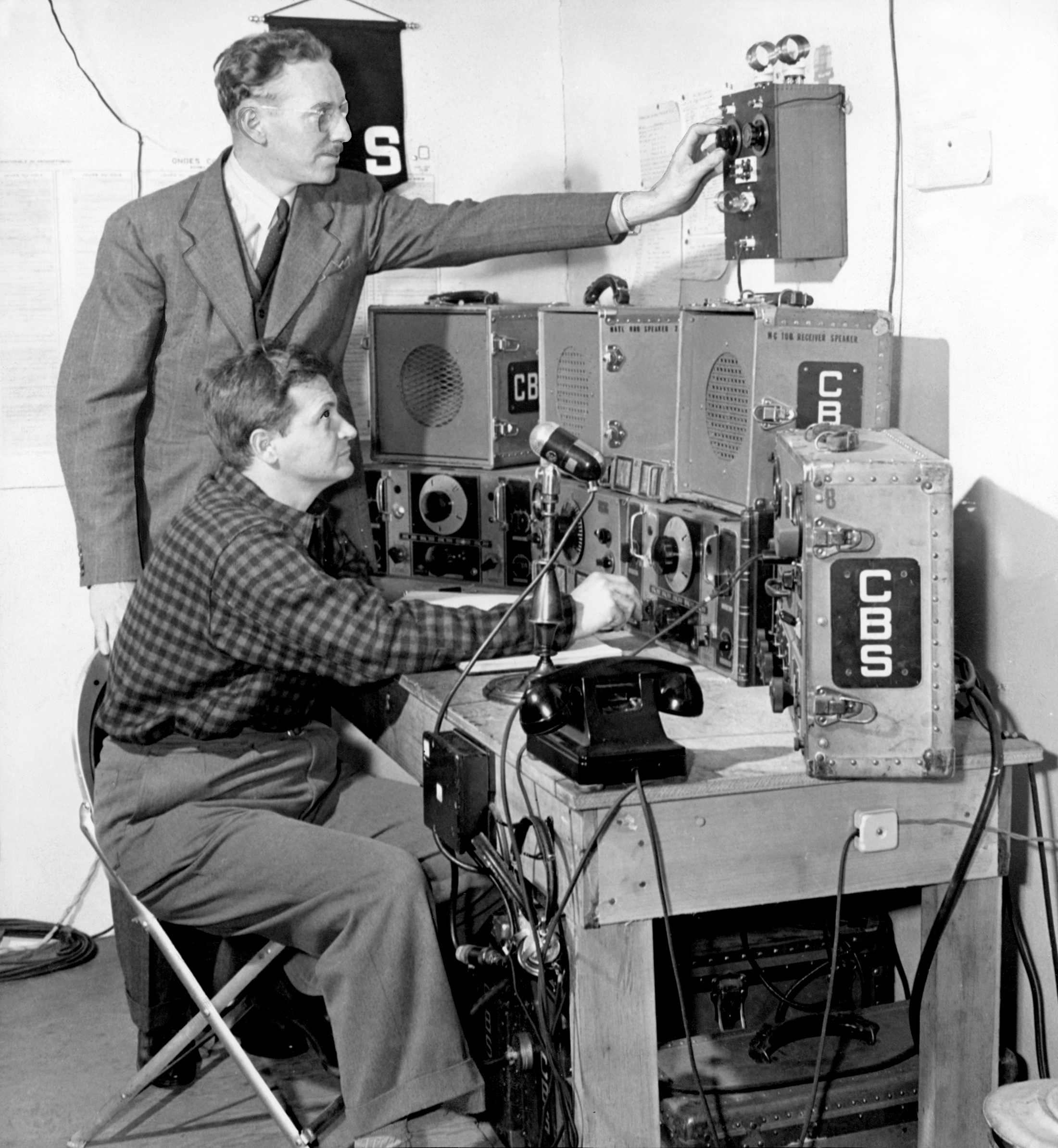
Posto de escuta de ondas curtas da CBS (maio de 1941).

Em 1930, a VE9GW em Bowmanville, Ontário (perto de Toronto) entrou no ar como uma estação experimental. Embora transmitisse principalmente simultaneamente a sua estação irmã de ondas médias, CKGW, em Toronto, ela também transmitiu o International Short Wave Listening Club, voltado para DXers. Uma vez que a estação aumentou o seu sinal para 500 Watts em 1932, podia ser ouvida em lugares tão distantes quanto a Europa, África do Sul e Nova Zelândia em 6.095 MHz. Ela e outras estações de ondas curtas canadianas começaram a transmitir o Northern Messenger em 1933, um programa de mala direta que permitia que as pessoas comunicassem mensagens pessoais aos ouvintes em postos remotos no Extremo Norte. Este serviço tornou-se um meio vital de comunicação entre os residentes em comunidades remotas e isoladas e os seus amigos e parentes em outras comunidades do norte e do sul e continuaria na Rádio CBC (incluindo os seus repetidores de ondas curtas) até à década de 1970.
A CBS iniciou um programa de escuta de ondas curtas em setembro de 1939, em caráter experimental, no Campeonato Nacional de Ténis de Relvado no West Side Tennis Club em Forest Hills, Nova York. Os engenheiros instalaram equipamentos no stande da CBS quando o local apresentou boa recepção, e os monitores retransmitiram notícias europeias em ondas curtas para a sede da CBS em Nova Iorque entre as partidas de ténis. Durante a Segunda Guerra Mundial, a CBS capturou comunicações de ondas curtas aliadas e inimigas de mais de 60 estações internacionais por meio de receptores localizados secretamente. Traduções de transmissões interceptadas foram telegrafadas para todos os jornais de Nova Iorque, Associated Press, United Press International e International News Service, e por sua vez disseminadas para jornais e estações de rádio em todos os Estados Unidos. As principais manchetes de jornais eram frequentemente publicadas, uma vez que as grandes histórias eram frequentemente publicadas primeiro na rádio.
Durante a Guerra do Golfo Pérsico, na década de 1990, muitos americanos sintonizaram noticiários estrangeiros em ondas curtas. Alguns retalhistas de eletrónicos até relataram uma "corrida" de receptores portáteis de ondas curtas devido ao aumento do interesse na época.

## Práticas

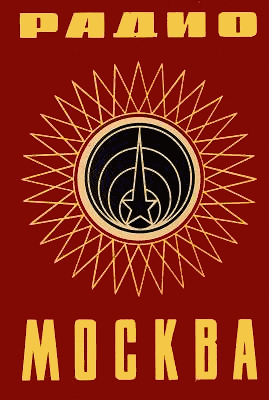
Um cartão QSL da Rádio Moscovo de 1969.

Ouvir estações de transmissão de ondas curtas para notícias e programação informativa é comum, mas para muitos ouvintes de ondas curtas (abreviados como "SWLs"), o objetivo é receber o máximo de estações de tantos países quanto possível, também conhecido como DXing. Os "DXers" testam rotineiramente os limites dos seus sistemas de antenas, rádios e conhecimento de propagação de rádio. Os interesses especializados dos ouvintes de ondas curtas podem incluir ouvir transmissões de utilidade de ondas curtas, ou "ute", como sinais de  navegação, vela, naval, aviação ou militares, ouvir sinais de inteligência (estações numéricas) ou sintonizar estações de rádio amador.
Os ouvintes geralmente obtêm cartões QSL (que confirmam o contacto) de operadores de rádio amador, emissoras ou estações de serviços públicos como troféus do hobby. Tradicionalmente, os ouvintes enviavam cartas à emissora com relatórios de recepção e solicitações de horários. Muitas estações agora aceitam e-mails ou fornecem formulários de relatório de recepção nos seus sites. Os relatórios de recepção fornecem informações valiosas sobre propagação e interferência aos engenheiros de uma estação.
Alguns países em desenvolvimento usam ondas curtas como meio de receber programação local e regional. A China e a Rússia retransmitem alguns canais nacionais em ondas curtas que têm como alvo ouvintes em províncias distantes. A audição de ondas curtas também é usada como uma ferramenta educacional em salas de aula. A má reprodução do som, a qualidade do sinal não confiável e a inflexibilidade do acesso são vistas como desvantagens.
Algumas organizações humanitárias, como a Ears to Our World, distribuem rádios portáteis de ondas curtas autoalimentados para partes menos desenvolvidas do globo, permitindo que pessoas em áreas remotas e pobres do mundo tenham acesso a programação educacional, notícias locais e internacionais, informações de emergência e música. Recentemente, o grupo esteve envolvido no envio de rádios para o  Haiti para que as vítimas do terramoto de 2010 pudessem manter-se a par dos esforços locais de recuperação de desastres.

## O futuro da escuta de ondas curtas
O surgimento da Internet fez com que muitas emissoras interrompessem as suas transmissões em ondas curtas em favor da transmissão pela World Wide Web. Quando o Serviço Mundial da BBC interrompeu o serviço para a Europa, América do Norte, Australásia e Caribe, gerou muitos protestos e grupos ativistas como a Coligação para Salvar o Serviço Mundial da BBC. Várias emissoras de ondas curtas tradicionalmente proeminentes desapareceram ou reduziram as suas operações, com a Rádio Moscovo, a Rádio Holanda, a Rádio Rai Itália e a Rádio Austrália entre aquelas que deixaram de transmitir em ondas curtas. Embora a maioria das principais emissoras continue a reduzir as suas transmissões analógicas de ondas curtas ou a encerrá-las completamente, as ondas curtas ainda estão acivas em regiões em desenvolvimento, como partes de África, Sul da Ásia e América Latina.
Algumas emissoras internacionais adotaram um modo digital de transmissão chamado Digital Radio Mondiale para as suas emissoras de ondas curtas. Um motivo é que as transmissões digitais de ondas curtas usando DRM podem cobrir a mesma região geográfica com muito menos potência de transmissão — cerca de um quinto — do que as transmissões tradicionais no modo AM, reduzindo significativamente o custo de eletricidade para operar uma estação. Uma estação internacional de ondas curtas AM (analógica) tradicional pode ter uma potência nominal de 50 quilowatts a até 1000 quilowatts por transmissor, com níveis de potência típicos na faixa de 50 a 500 quilowatts. Endossado pela ITU, foi aprovado como um padrão internacional para transmissões digitais nas bandas HF (ondas curtas). Uma transmissão DRM rivaliza com a qualidade mono FM e também pode enviar imagens gráficas e páginas da web por meio de um canal de informações separado.
A escuta de ondas curtas também continua popular entre alguns expatriados que sintonizam transmissões de ondas curtas da sua terra natal. Além disso, vários receptores de ondas curtas controlados remotamente localizados ao redor do mundo estão disponíveis para os utilizadores na web. Embora os radioamadores relatem que o número de clubes de audição de ondas curtas diminuiu e que as revistas impressas dedicadas ao hobby são poucas, entusiastas como Glenn Hauser e outros continuam a povoar sites e a criar podcasts dedicados à atividade.